# Manuel Laínz
Manuel Laínz y Gallo S.J. (Santander, 5 de mayo de 1923-Villagarcía de Campos, Valladolid, 20 de julio de 2024) fue un sacerdote jesuita, entomólogo, pteridólogo, centenario y botánico español.

## Biografía
Nació en Santander el 5 de mayo de 1923, en el seno de una familia acomodada, siendo bautizado como Manuel Sebastián Pío Laínz y Gallo. Su padre, Manuel Lainz y Ribalaygua (1891-1979), apodado por algunos como "San Manuel" en referencia a su gran popularidad, era un importante empresario industrial y filántropo, uno de los hombres más acaudalados de la provincia, dueño de la tabacalera Jean y de los grandes almacenes Lainz. Su abuelo, Manuel Lainz y Ruiz del Pumar (1856-1945) era un hidalgo oriundo de Ajo, que llegaría a ser alcalde de Santander durante el último año de la dictadura de Primo de Rivera. Era también hermano de Francisco Lainz.
El 26 de septiembre de 1939 entra al noviciado de la Compañía de Jesús en Palencia, y en 1941 va a Salamanca, donde estudia Humanidades. En 1943, se traslada a Carrión de los Condes y ejerce como profesor. A posteriori estudiará Filosofía y Teología en la Universidad de Comillas de Cantabria. Luego vuelve a Comillas para estudiar Ciencias Naturales. El 15 de julio de 1953 se ordenó sacerdote en Comillas.
Entre 1956 y 1978 va a a la Universidad Laboral de Gijón, como docente e investigador botánico, dedicando mucho esfuerzo a crear un monumental herbario. Durante esta época, forja una amistad con Felix Rodríguez de la Fuente.
En 2004, la Compañía de Jesús cede al Ayuntamiento de Gijón, la obra del Padre Laínz: una biblioteca especializada en botánica y un Herbario de 38.000 especímenes; resguardándoselos en el Jardín Botánico Atlántico.

## Honores
- Doctor honoris causa por la Universidad de Oviedo
- Miembro de la International Association for Plant Taxonomy (IAP)
- Miembro del Real Instituto de Estudios Asturianos (RIDEA)

### Eponimia
Unas veinte especies, entre ellas:
- (Asteraceae) Colymbada lainzii (Fern.Casas) Fern.Casas & Susanna[5]

- (Rubiaceae) Valantia lainzii Devesa & Ortega Oliv. 2003[6][7]

- (Violaceae) Viola lainzii P.Monts.[8]

## Algunas publicaciones
- 1996. Proposal to Reject the Name Geum micropetalum Gasp. ex Ten. (Rosaceae), Eliminating a Possible Threat to G. heterocarpum Boiss. Taxon 45 (1 ): 133-134
- Bernabé Antonio de Salcedo: algunas aclaraciones acerca de sus actividades botánicas. 1999  (enlace roto disponible en Internet Archive; véase el historial, la primera versión y la última).

### Libros
- Flora Ibérica
- Plantas vasculares de la Península Ibérica e Islas Baleares, 1986 - 1987

- La abreviatura «M.Laínz» se emplea para indicar a Manuel Laínz como autoridad en la descripción y clasificación científica de los vegetales.[9]